# Impulsgenerator (Energietechnik)

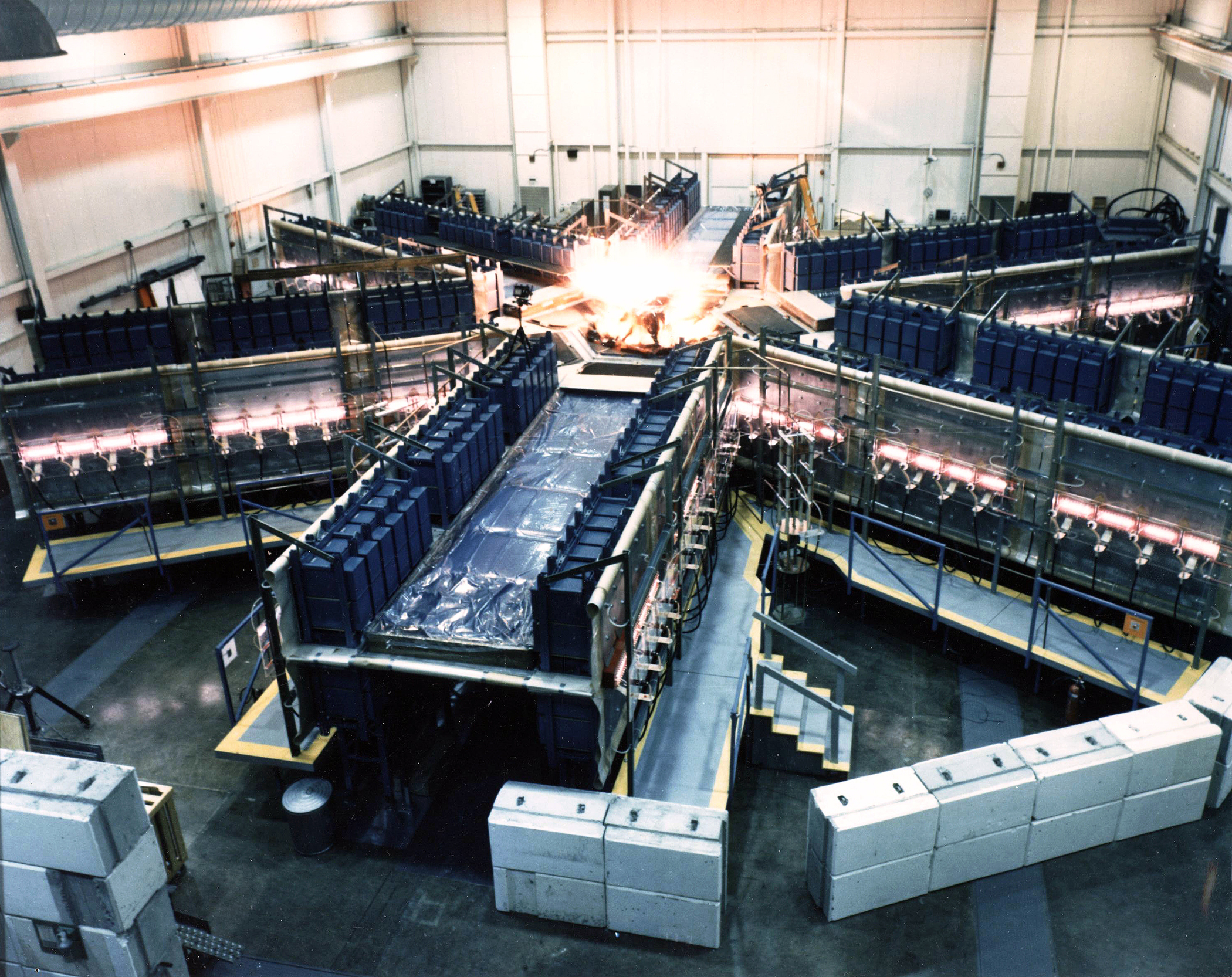
Impulsgenerator Shiva Star am LANL

Ein Impulsgenerator ist ein elektrotechnisches Gerät, welches über einen längeren Zeitraum eine bestimmte Menge an elektrische Energie zunächst speichert und diese Energiemenge nachfolgend in sehr kurzer Zeit („schlagartig“) abgegeben kann.
Durch die kurze Zeit der Energieabgabe, üblich sind Zeitspannen von einigen Nanosekunden bis zu wenigen Mikrosekunden, treten sehr hohe Momentanleistungen auf. Bei großen Impulsgeneratoren sind Spitzenleistungen bis zu einem Terawatt möglich. Charakteristisch sind elektrische Spannungen bis einige 100 Kilovolt und Ströme bis zu einigen Megaampere.

## Anwendungen
Technische Anwendungen von Impulsgeneratoren sind unter anderem die Versorgung von Senderöhren wie dem Klystron oder dem Magnetron für gepulste Radargeräte, für gepulste Laser (Gaslaser, Pump-Laserdioden oder Blitzröhren für Festkörperlaser), für Röntgenröhren und bei industriellen Fertigungsmethoden wie der Magnetumformung, dem elektromagnetischen Impulsschweißen und dem Hydrosparkverfahren. Militärische Anwendungen sind zum Beispiel die Speisung eines Vircators zur elektronischen Kampfführung. 
Wissenschaftliche Anwendungen sind zum Beispiel die Kernfusion und die Erzeugung starker Magnetfelder.
Kleinere Impulsgeneratoren werden bei elektromagnetischen Prüfungen zur elektromagnetischen Verträglichkeit und in Hochspannungslabors zum Beispiel bei Untersuchungen zum Blitzschutz als Prüfgenerator eingesetzt.
Impulsgeneratoren können je nach Bauart und Prinzip manchmal nur einen einzigen Impuls abgeben, wie beispielsweise der Flusskompressionsgenerator, da sie bei der Impulserzeugung zerstört werden.

## Aufbau
Der Aufbau von Impulsgeneratoren ist sehr unterschiedlich je nach den Größenordnungen der Impulsdauer und der Spitzenleistung. Gemeinsam ist den meisten Geräten, dass sie konzentrierte Bauelemente wie Kondensatoren und/oder Spulen oder den kapazitiven bzw. induktiven Belag einer elektrischen Leitung nutzen. Die Modellierung der Vorgänge erfolgt im Rahmen der Leitungstheorie. Es gibt auch Geräte mit mechanischer Energiequelle, z. B. den Flusskompressionsgenerator und den sogenannten Compulsator.
Ein weiteres Charakteristikum von Impulsgeneratoren sind schnelle, leistungsstarke elektrische Schalter. Das können zum Beispiel mechanische Schalter, Thyristoren, Thyratrons, MOSFET, Elektronenröhren oder insbesondere Schaltfunkenstrecken sein. Typisches Beispiel für letztere ist der Marx-Generator.
Oft dient ein Pulsformungsnetzwerk (PFN) aus Kondensatoren und Spulen oder einem Leitungskreis dazu, die Pulsdauer zu verkürzen oder die Leistung zu steigern.

### Pulsgenerator aus Leitungskreisen
Die Beschreibung der elektrischen Vorgänge liefert die Leitungstheorie. Bei kleineren Leistungen lassen sich Impulsgeneratoren auch nur mit einem Stück Koaxialkabel realisieren, typisch sind jedoch Streifenleitungen.

Einfache Pulsformerstufe mit einer Leitung

Das vereinfachte Funktionsprinzip einer Impulsformerstufe in Form einer elektrischen Leitung mit der Länge D ist in nebenstehender Skizze dargestellt. Über eine Gleichspannungsquelle, mit einem Innenwiderstand RS deutlich größer als der Leitungswellenwiderstand Z0, wird die Leitung bei geöffneten Schalter zunächst über einen längeren Zeitraum auf die konstante Gleichspannung der Gleichspannungsquelle aufgeladen. Zum Entladezeitpunkt wird der Schalter geschlossen, die in der Leitung gespeicherte Energie wird an den impedanzmäßig an die Leitungsimpedanz angepassten Lastwiderstand RL abgegeben. Dabei wird nicht unmittelbar die komplette Energie der Leitung umgesetzt, es kommt durch die Begrenzung der Ausbreitungsgeschwindigkeit zu einem Effekt der Wellenausbreitung entlang der Leitung: Dabei bricht unmittelbar am Lastwiderstand RL die Gleichspannung auf die Hälfte der Gleichspannungsquelle, dies folgt aus dem Umstand, dass der Lastwiderstand an die Leitungsimpedanz angepasst ist. Dieser als Welle beschreibbare Einbruch der Spannung pflanzt sich mit ca. der halben Lichtgeschwindigkeit in Richtung des Speisepunktes aus, die konkrete Geschwindigkeit hängt unter anderem von der Gestaltung der Leitung und dem Verkürzungsfaktor VKF ab, wird am Ende reflektiert und läuft dann bis zur vollständigen Entladung der Leitung bis zum Lastwiderstand RL. Die Dauer T des Impulses am Lastwiderstand RL hängt von der Laufzeit der Welle entlang der Leitung ab und beträgt:
{\displaystyle T={\frac {2D}{c_{0}}}\cdot VKF}
mit {\displaystyle c_{0}} der Vakuumlichtgeschwindigkeit und dem Verkürzungsfaktor VKF.

Prinzipaufbau eines Blumlein-Impulsgenerators

Nachteilig an dieser Bauform eines Impulsgenerators ist, dass am Lastwiderstand RL nur die halbe Spannung der Gleichspannungsquelle zur Verfügung steht. Diesen Nachteil vermeidet der Blumleingenerator, benannt nach Alan Blumlein und wie in nebenstehender Skizze vereinfacht dargestellt. Beim Blumleingenerator befindet sich der Lastwiderstand RL in der Mitte der Leitung, die Leitung ist in der Summe doppelt so lang wie bei einem einfachen Impulsgenerator. Der Lastwiderstand RL muss die doppelte Impedanz der Leitung aufweisen, ist also nicht auf die Leitung abgeglichen. Durch diesen bewussten Fehlabgleich kommt es bei der einlaufenden Welle, ausgelöst durch Kurzschluss der Gleichspannungsquelle, zu einer Reflexion und zu einer Transmission der Welle mit jeweils halber Amplitude. Dies führt an den Anschlüssen des Lastwiderstandes zu einer positiven und betragsmäßig gleich großen negativen Spannung für die Dauer des Impulses. Damit liegt am Lastwiderstand während des Impulses die volle Spannung an. Nachteilig am Blumlein-Impulsgenerator ist der doppelt so hohe Aufwand durch die zusätzliche Leitungslänge.
Einer der weltweit größten Impulsgeneratoren nach dem Blumlein-Prinzip ist der Shiva Star am Los Alamos National Laboratory. Er dient unter anderem als Impulsquelle für Fusionsexperimente und zur militärischen Forschung. Die in den Kondensatoren gespeicherte Energie beträgt 10 MJ, die Spannung bei Entladung erreicht über 100 kV am Lastwiderstand bei Impulsströmen von rund 10 MA. Die Leistung erreicht wenige Mikrosekunden etwa 1 TW.

### Weitere Bauformen
Beispiele für Impulsgeneratoren:
- beim Marx-Generator werden Kondensatoren parallel an einer Gleichspannungsquelle geladen und durch Funkenstrecken schlagartig in Reihe geschaltet.
- bei der Zündspule wird die Energie in deren Magnetfeld gespeichert und (klassisch) mit einem mechanischen Schalter (Unterbrecher) freigegeben
- beim Weidezaungerät oder auch bei manchen Hochspannungs-Prüfgeneratoren und Zündanlagen wird ein Kondensator in einen Transformator entladen
- Hochspannungspulse zum Betrieb von Pockelszellen werden durch in Reihe geschaltete MOSFET aus einer Gleichspannungsquelle erzeugt[5]
- Impulse zur Magnetumformung, beim Hydrosparkverfahren und im Hochfeld-Magnetlabor Dresden werden durch Entladen von Hochspannungskondensatoren (10…40 kV) erzeugt